# Dendrosida oxypetala
Dendrosida oxypetala là một loài thực vật có hoa trong họ Cẩm quỳ. Loài này được (Triana & Planch.) Fryxell mô tả khoa học đầu tiên năm 1985.